# Gabriel Girotto Franco
Gabriel Girotto Franco (Campinas, 12 luglio 1992) è un calciatore brasiliano, centrocampista del RB Bragantino.

## Carriera

### Club
Dopo aver giocato per anni al Botafogo, nel dicembre 2014 si svincola e si accorda col Palmeiras per un biennale.

## Palmarès

### Club

#### Competizioni nazionali
- Coppa del Brasile: 1

Palmeiras: 2015
- Campionato brasiliano: 2

Palmeiras: 2016
Corinthians: 2017